# Lucanídeos
Os lucanídeos (Lucanidae), ou vacas-loiras, são uma família de coleópteros Polyphaga de tamanho médio a grande (10–90 mm), com aproximadamente 930 espécies descritas. Alguns são conhecidos pelo nome vulgar de cabra-loura, vaca-loura ou carocha.
Vivem preferentemente em bosques formados por árvores folhosas e alimentam-se da seiva, botões ou folhas. As fêmeas depositam os ovos nos troncos velhos, onde as larvas se desenvolvem. Algumas espécies, como Lucanus cervus demoram cinco anos ou mais para alcançar o estado adulto.
Os lucanos são apreciados pelos colecionadores, existindo um comércio internacional, nem sempre legal, de algumas espécies especialmente as maiores.

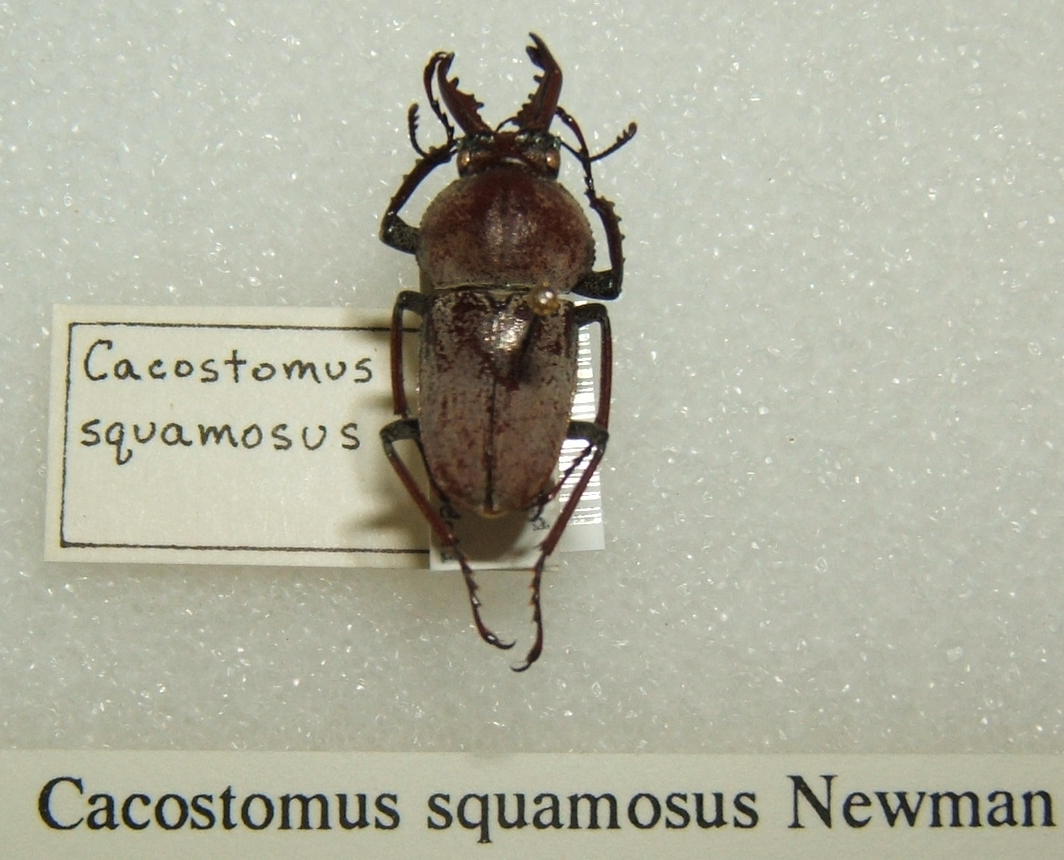
Cacostomus squamosus
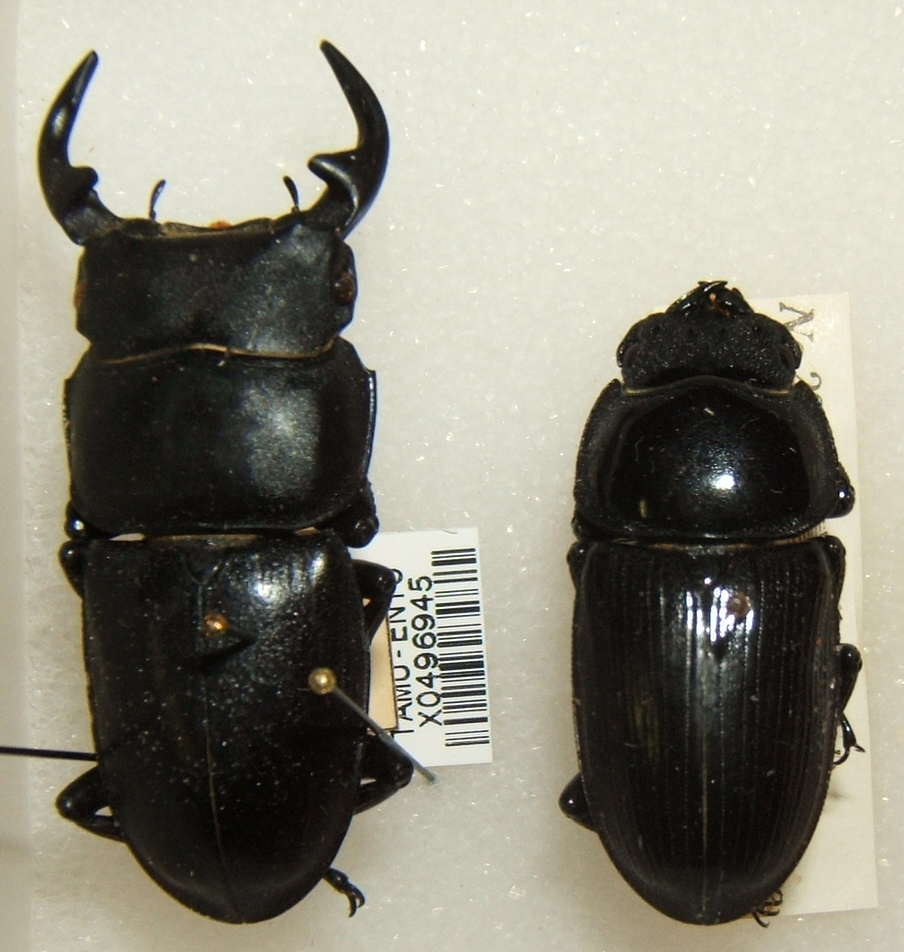
Dorcus curvidens
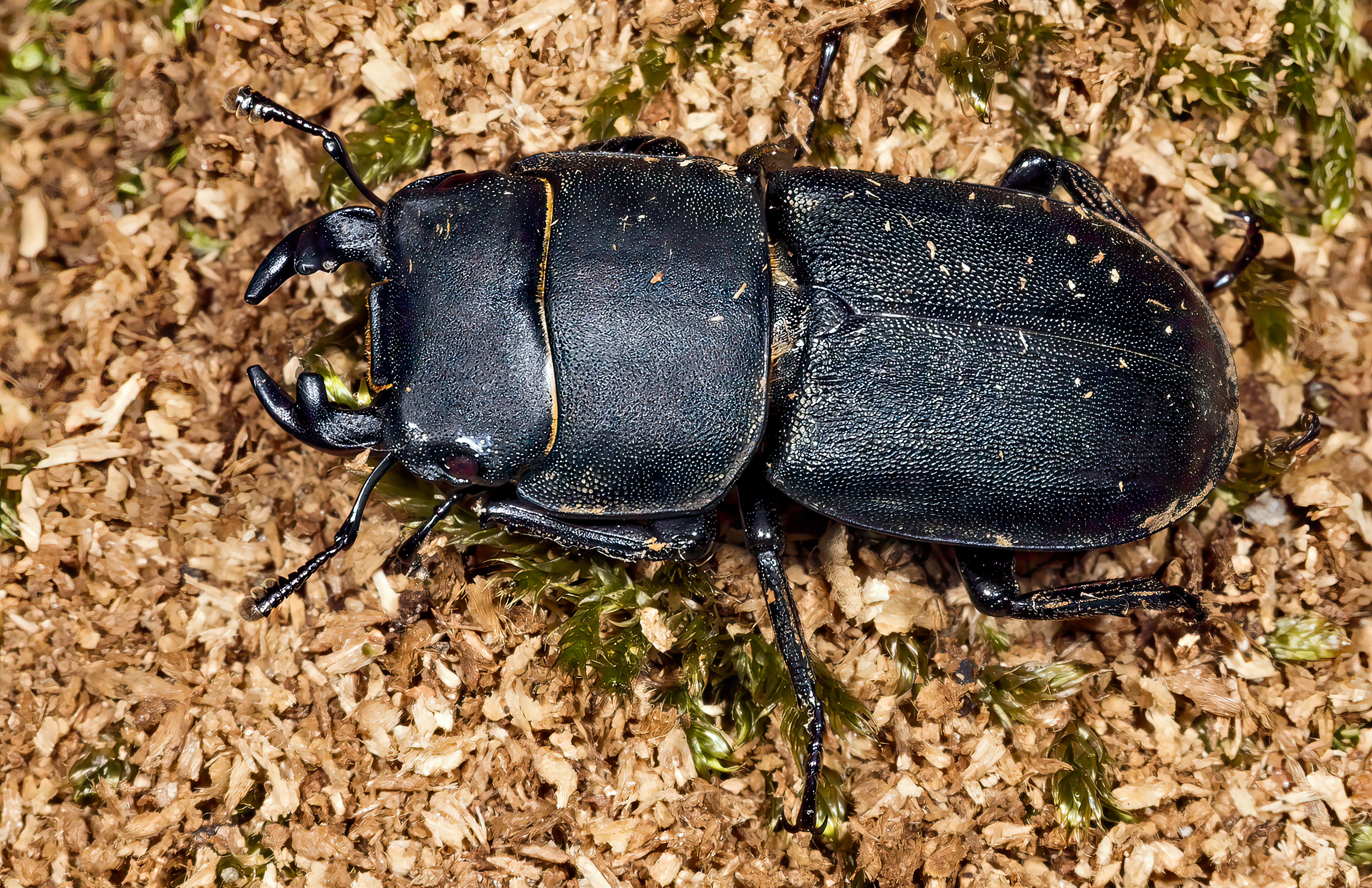
Dorcus parallelipipedus
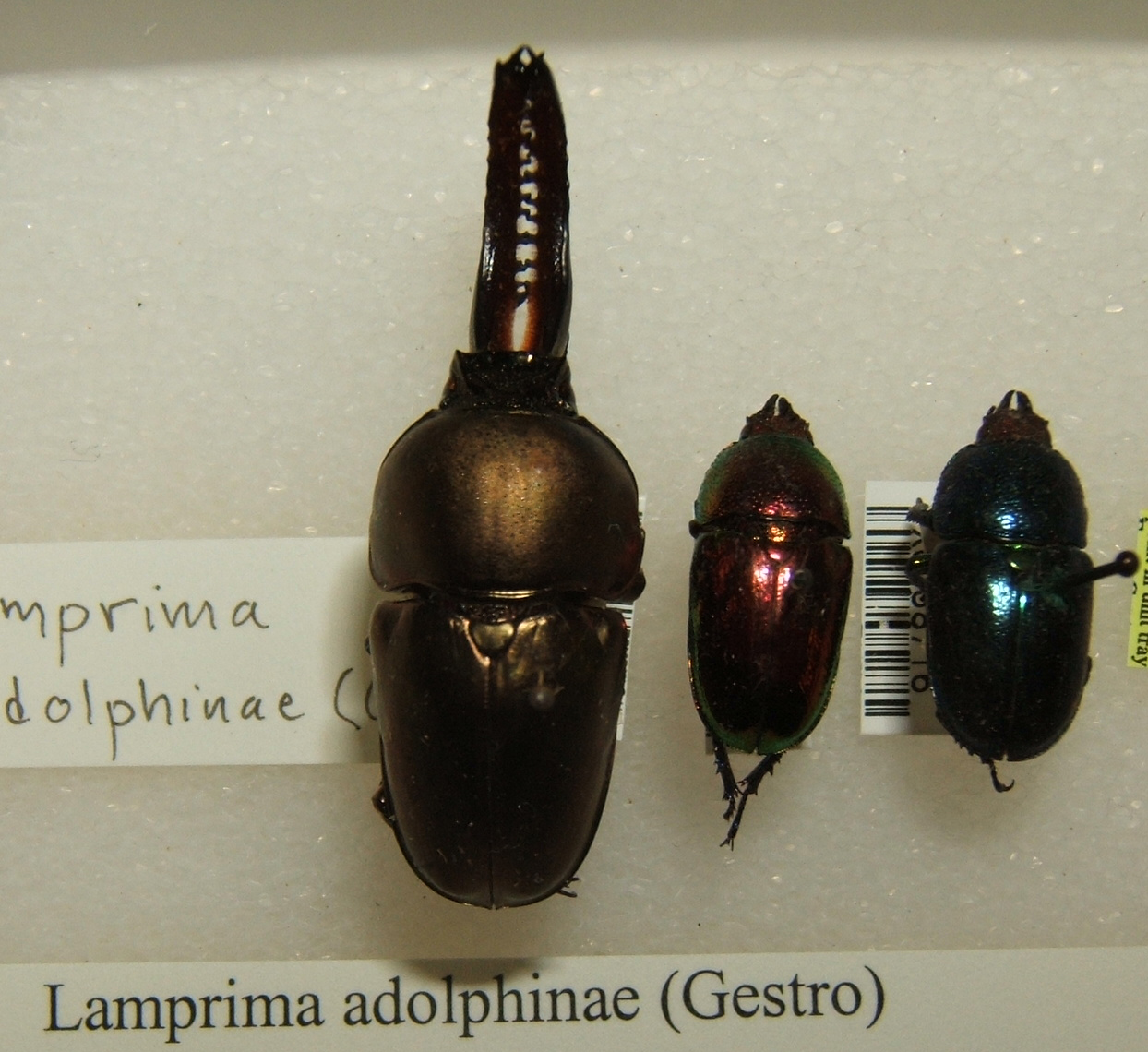
Lamprima adolphinae
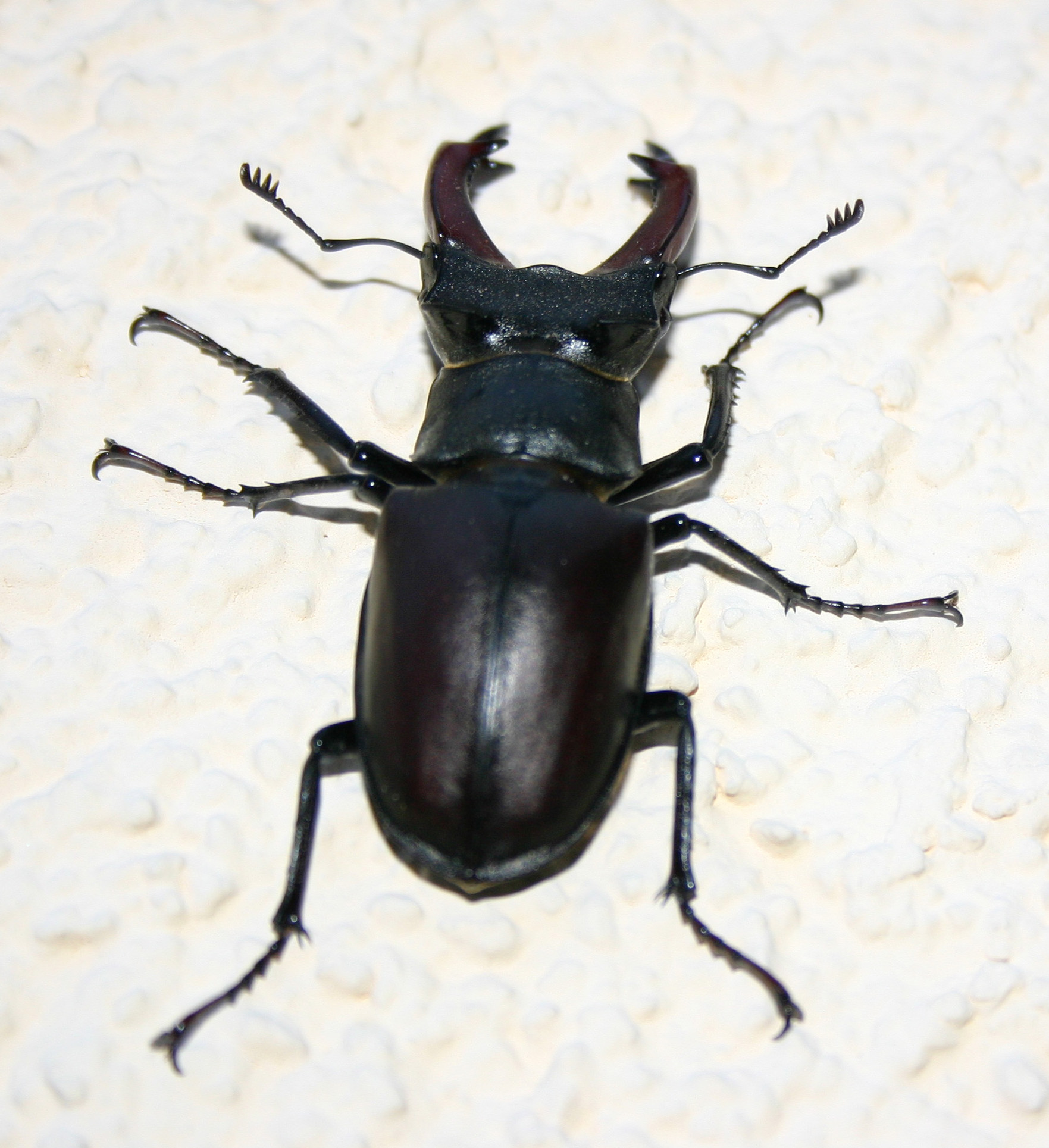
Lucanus cervus Male
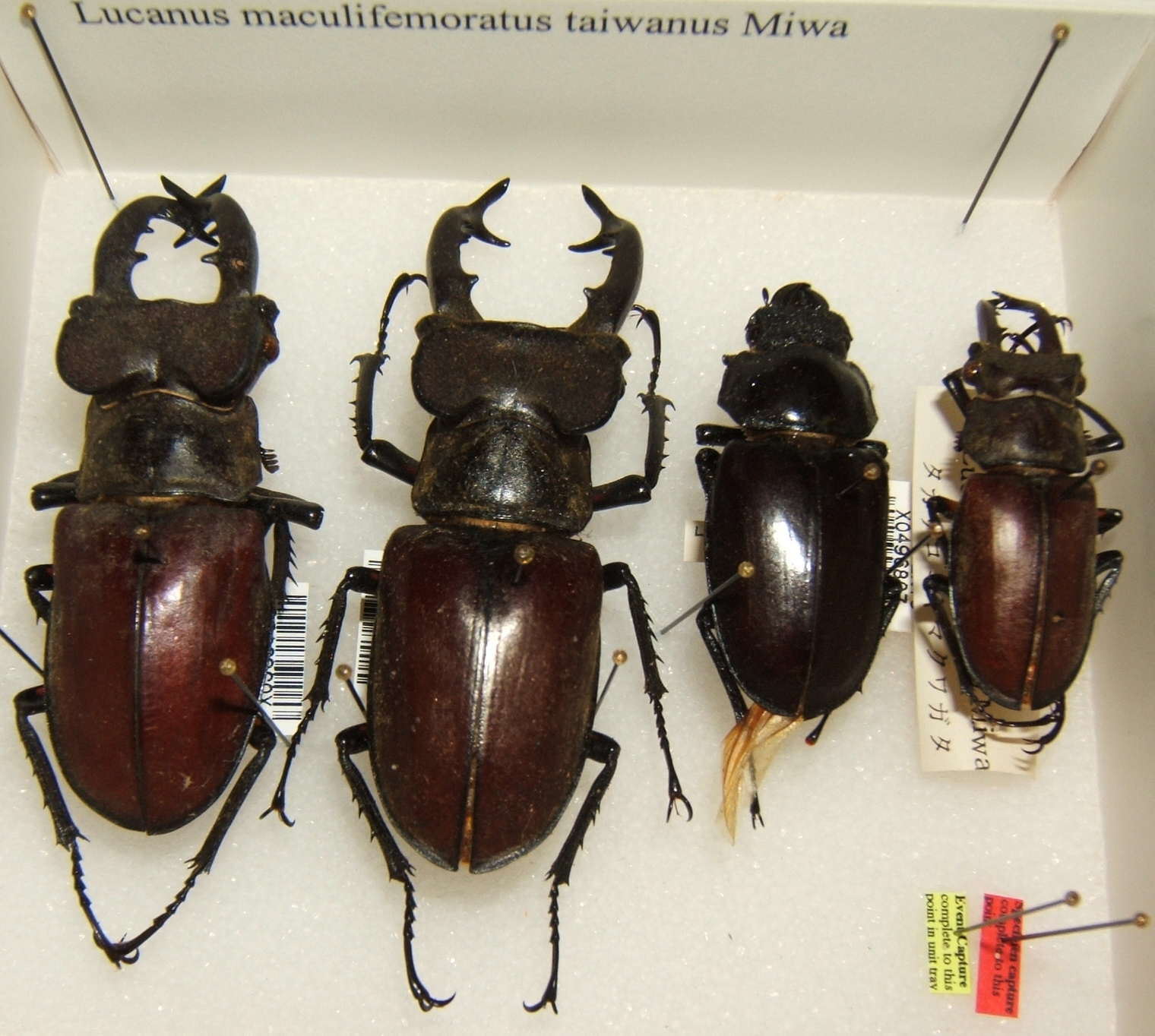
Lucanus maculifemoratus
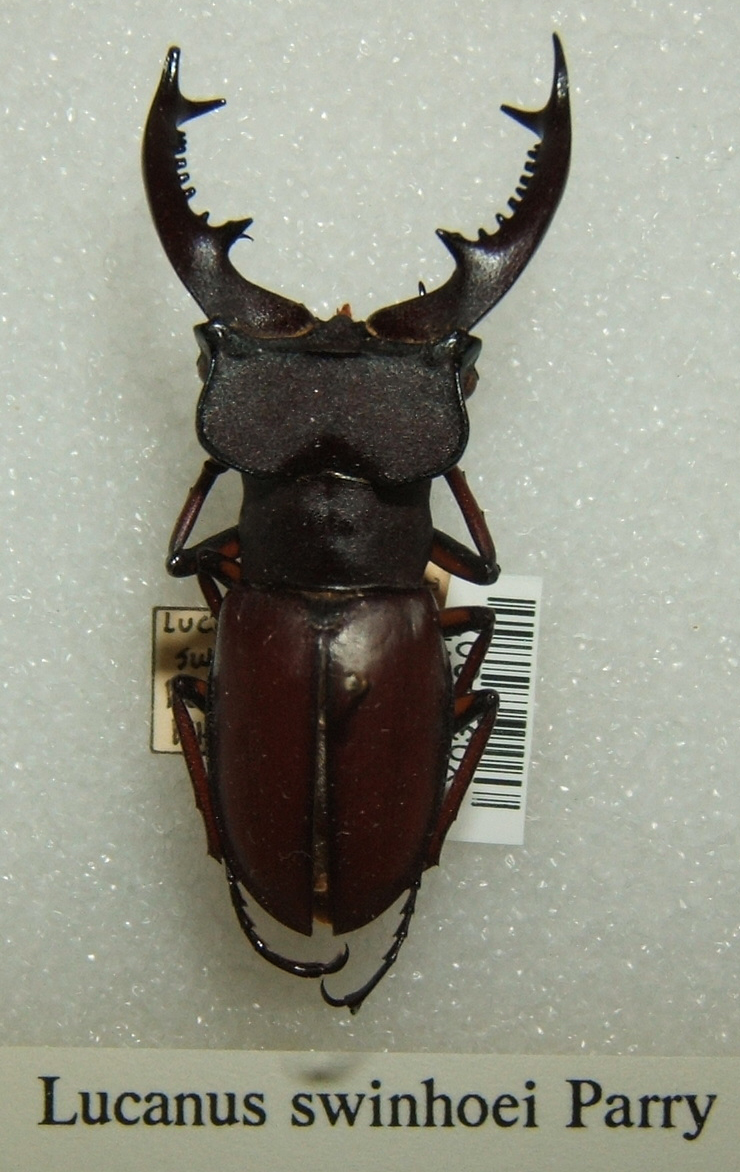
Lucanus swinhoei
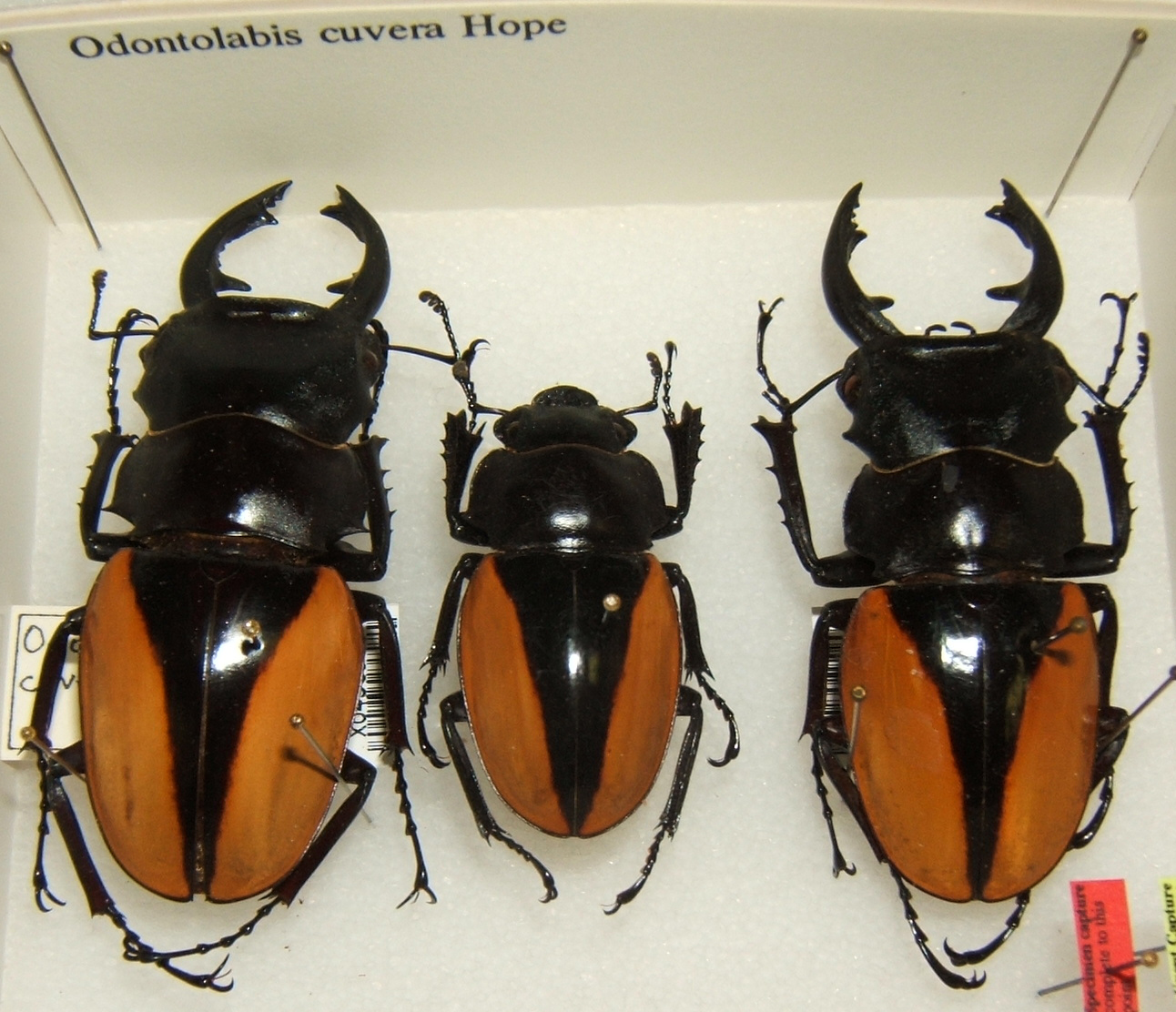
Odontolabis cuvera
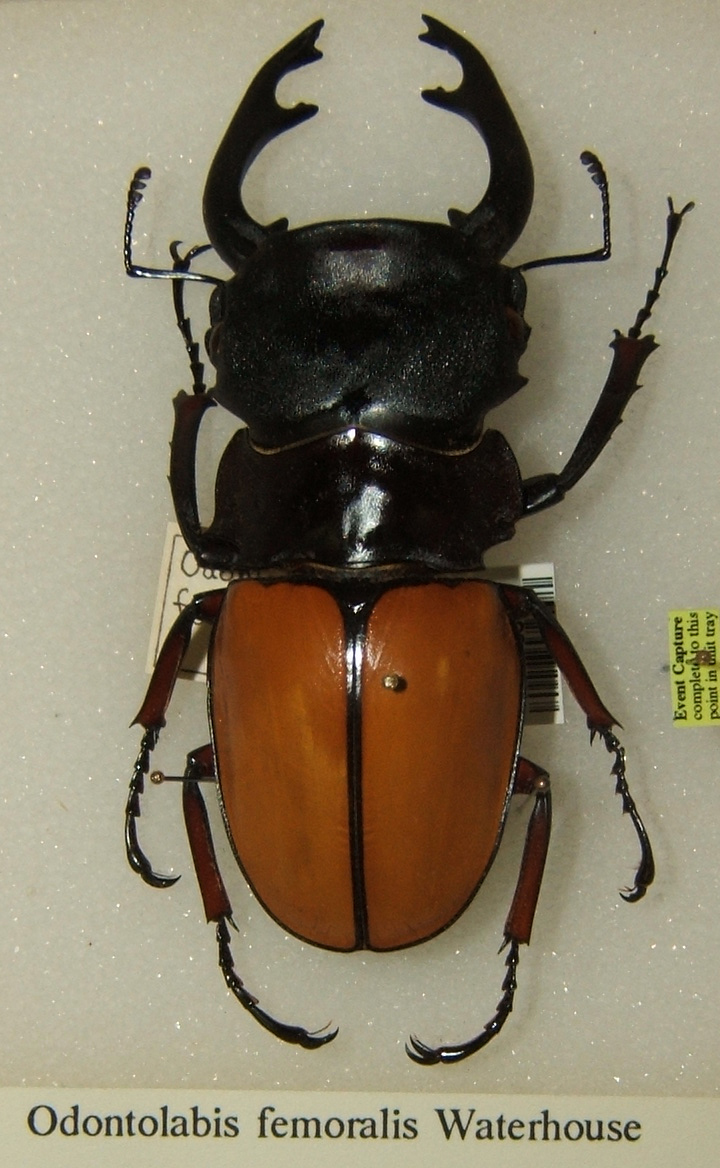
Odontolabis femoralis
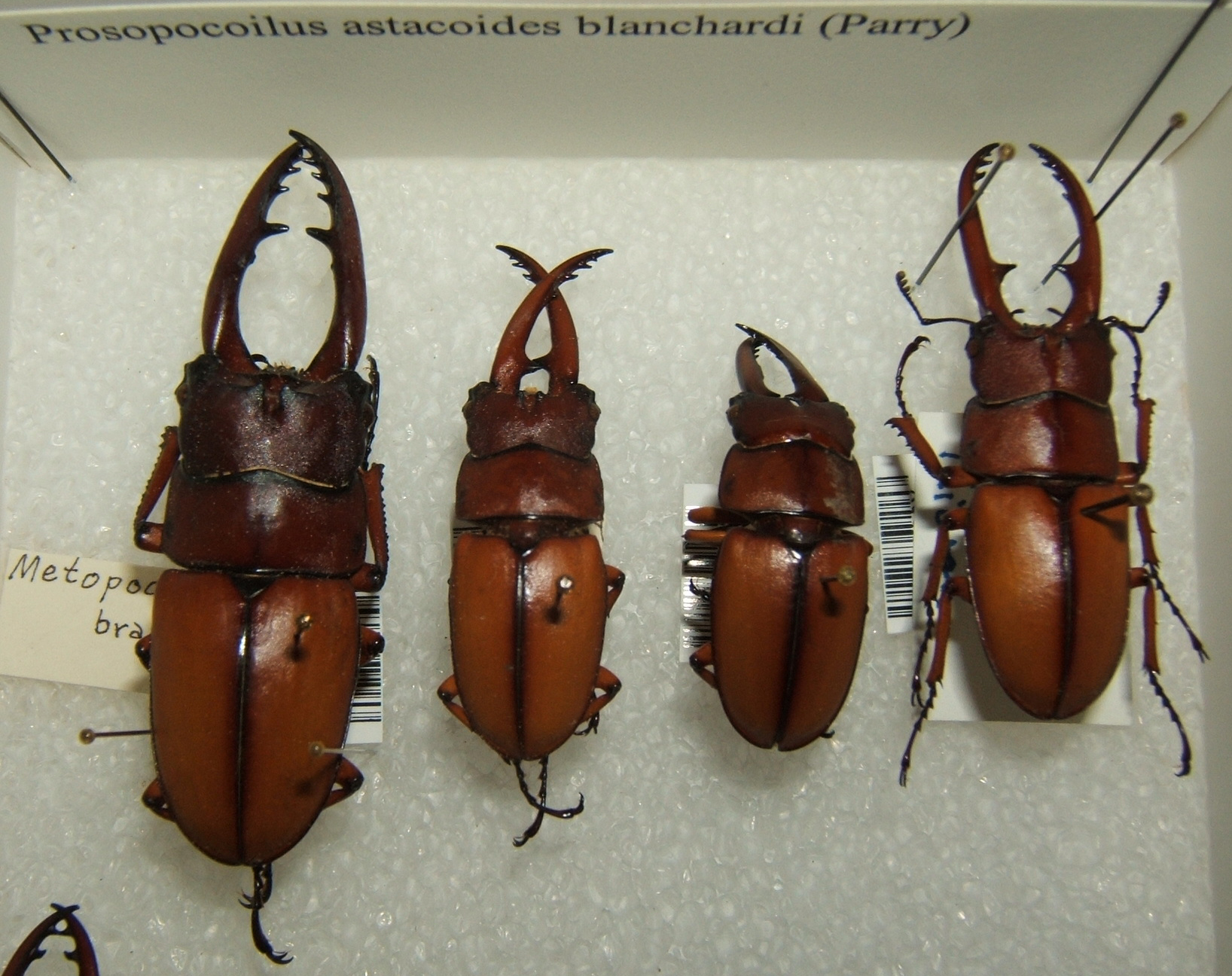
Prosopocoilus astacoides
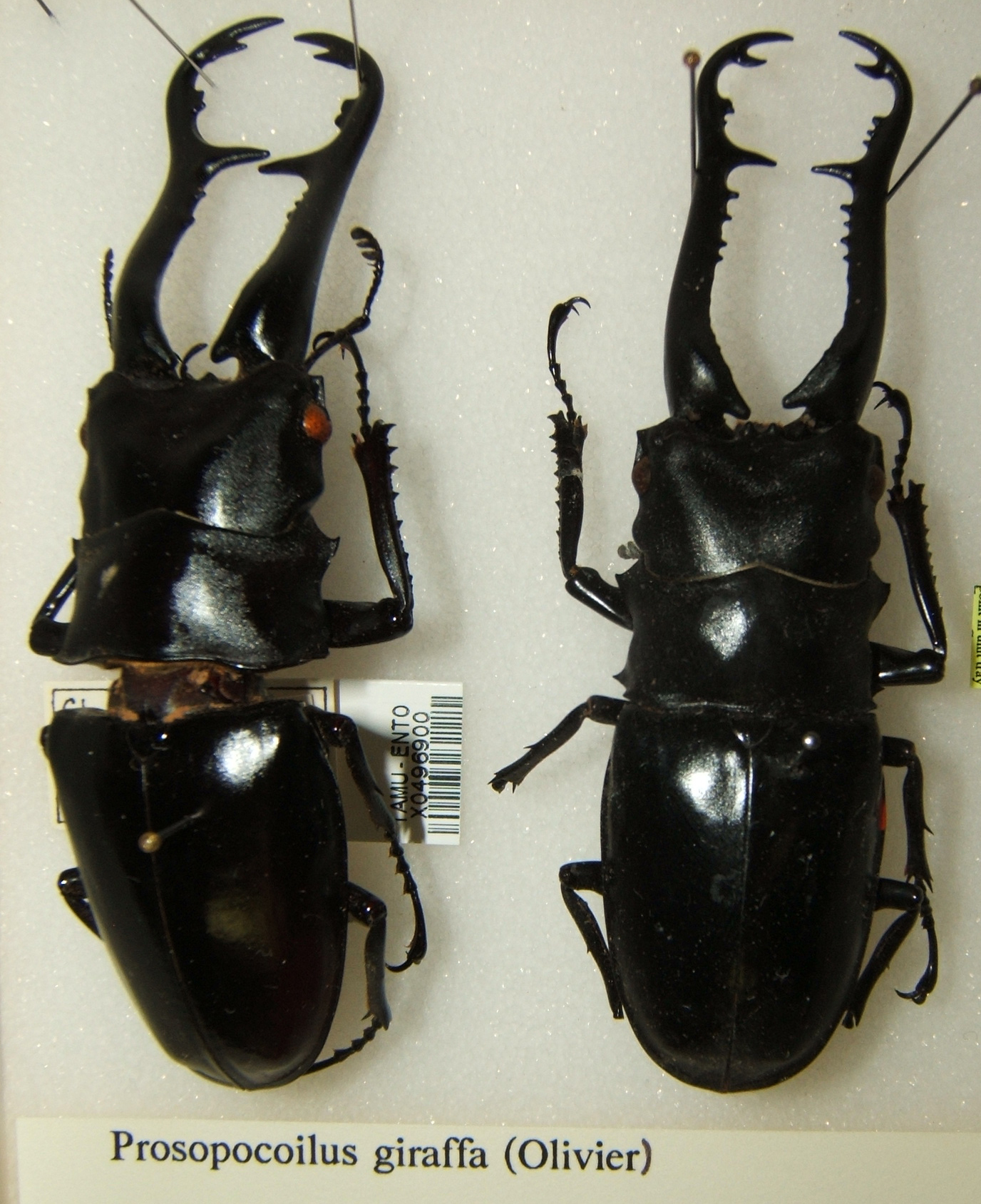
Prosopocoilus giraffa
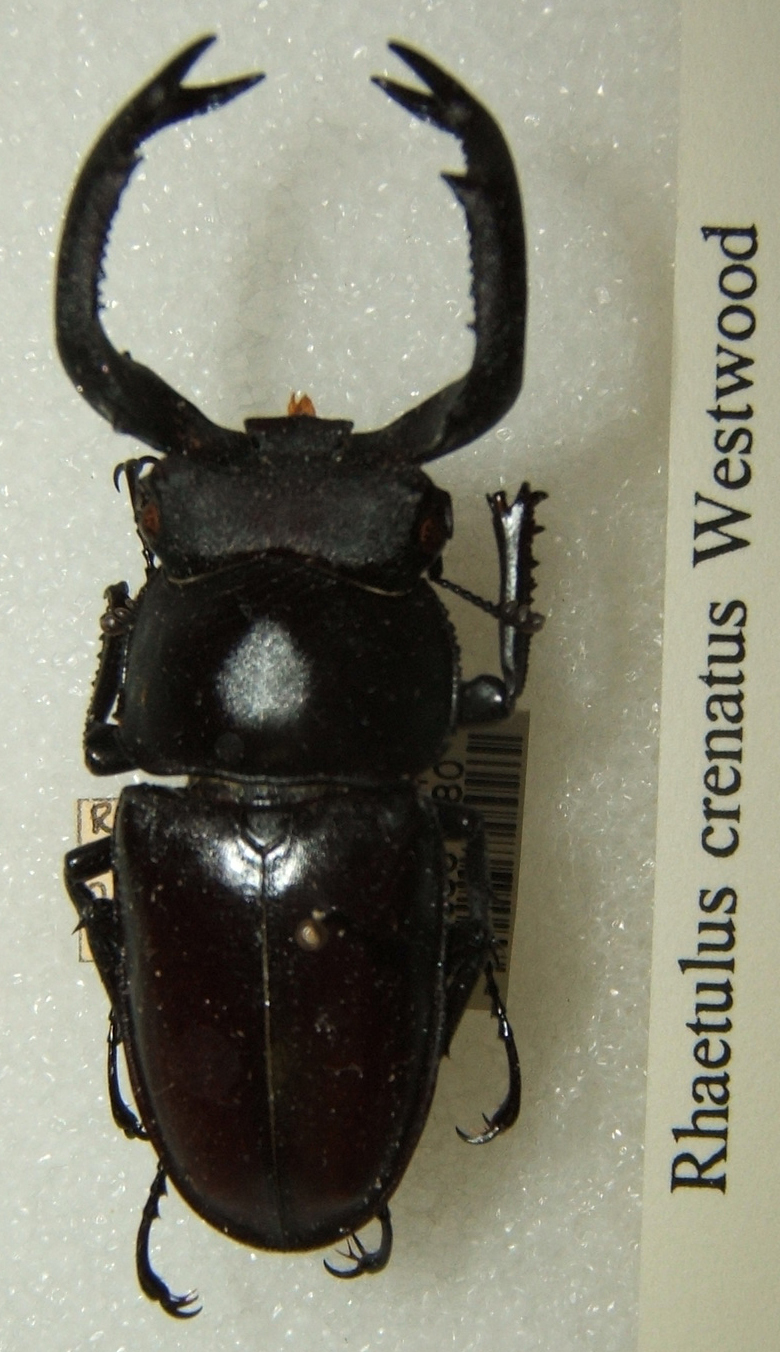
Rhaetulus crenatus